# 住吉 (神戸市)
住吉（すみよし）は神戸市東灘区にある本住吉神社を中心とした門前町である。旧・住吉村域にほぼ重なる。現行町名では神戸市東灘区内は、渦森台、鴨子ケ原、住吉台、住吉山手、住吉本町、住吉宮町、住吉東町、住吉南町、住吉浜町に相当し、神戸市灘区内は、六甲山町字五介山、同字西谷山に相当する。菟原郡にあるため、古くは菟原住吉（うはらすみよし）とも呼ばれ、俗に茨住吉（いばらすみよし）とも転訛した。東に松林の茂る住吉川の自然堤防、南に大阪湾、北に六甲山地とその中腹台地という地勢は近代的な住宅地としての好条件であった。住吉川沿いには谷崎潤一郎の倚松庵や、野村邸、住友邸、久原邸、安宅邸といった邸宅が立ち並んだ。

## 地区

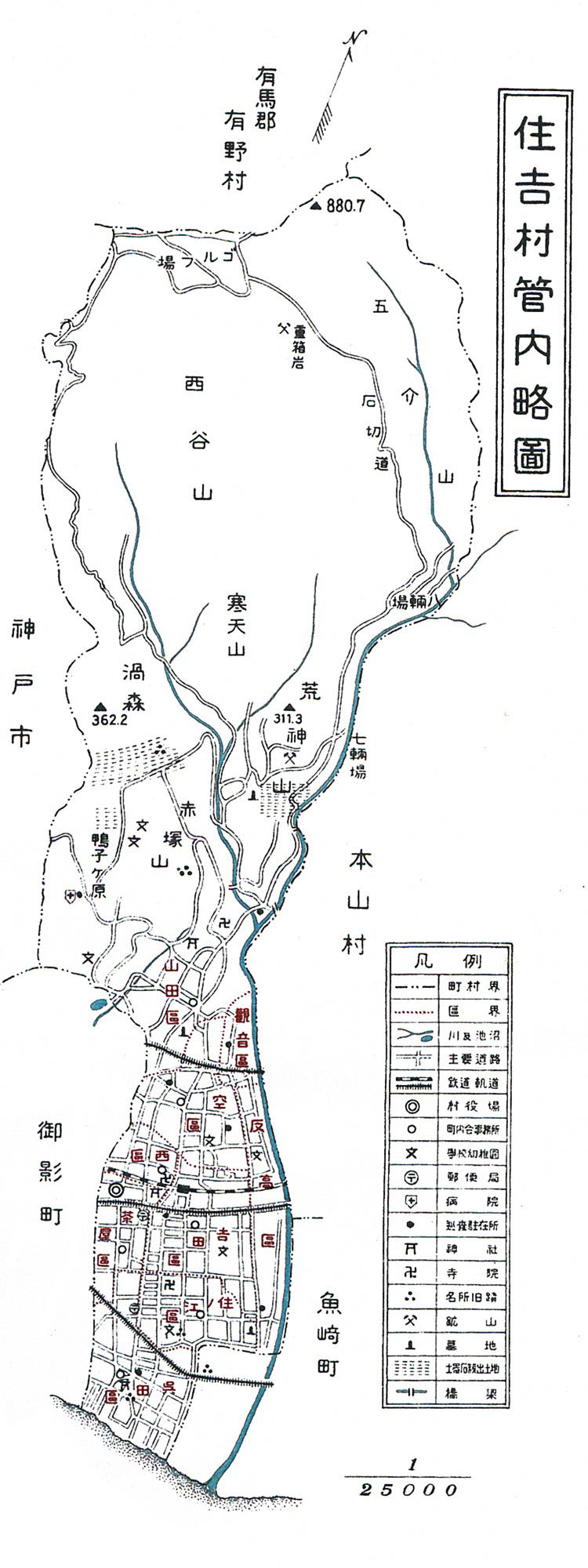
昭和21年の住吉村域および各区の区分（『住吉村誌』）

住吉では現行の行政上の町名とは別に山田・空・西・茶屋・呉田・吉田・住之江という江戸時代からの伝統的な7つの地区名が祭祀（だんじり祭り）時に用いられる。これに観音林と反高林を加えたものが村政時代の区（当初の町、所謂町内会）である。
山田（やまだ）
住吉山手以北。中世以降に開拓された枝郷。住吉川の扇状地に広がり、かつては長閑な農村だった。
観音（かんおん）
どこにも属さなかった自然堤防上に富豪らが住み始めたため追加された区。字観音林単独で1区をなし、人口も少ないため自治会もない。地名は天文年間創建の観音堂の跡があったことに因む。
空（そら）
住吉本町3丁目全域と1･2丁目の北部。町総代時代は空之町と呼んだ。
西（にし）
住吉本町2丁目南部。町総代時代は西之町と呼んだ。寺子屋のあった阿彌陀寺を有する。
茶屋（ちゃや）
住吉宮町6･7丁目および5丁目西部。西の西国街道からの玄関口。本住吉神社もこの地区。
呉田（ごでん）
住吉南町全域および住吉宮町1丁目南部・5丁目東部。江戸時代に開墾された沿岸の新田。御影郷に属する酒造地帯。
吉田（よしだ）
住吉東町4・5丁目および3丁目北東部と住吉宮町3丁目と住吉本町1丁目南部。公家の吉田定房の三男が隠遁したと伝えられる。街道上の細長い宿場町で、地理的にも中心部にあたる。
住之江（すみのえ）
住吉宮町2丁目および1丁目北部と住吉東町3丁目東南部。以前は仲（なか）区、町総代時代は中之町といい、皇紀2600年を記念して住之江と改称された。東求女塚の北に寄り添って形成された。住吉水平社が結成され部落解放運動が行われた。
反高林（たんたかばやし）
狐狸の棲む物騒な昼猶暗い鬱蒼と茂る松林だったところに富豪が住み始めたため、吉田と住之江の境界がはっきりしなかったこともあり、自然堤防上を丸ごと反高区とした。字反高林単独で1区をなし、人口も少ないので自治会もない。反高とは収穫が少なくて石高が付けられない事。

## 歴史
- 先史時代の遺物として渦ヶ森や鴨子ケ原で多数の石鋤、荒神山で穴居跡、また昭和9年に渦ヶ森で日本でも数少ない有環銅鐸が発見されている。この地域で最大だった古墳が東求女塚古墳である。平塚、坊ヶ塚、鬼塚、庚申塚、梅ノ木塚など地名からは他にも塚（陪塚など）があったと考えられるが、庚申塚以外は遺跡と呼べるものは現存していない。
- 神功皇后摂政元年（201年？）、住吉神社（現・本住吉神社）創祀とされる年。神功皇后の征韓の帰途に神誨があり住吉大神を祭ったという。これをもって住吉（すみのえ）の名の由来とする。
- 『姓氏録』に住吉朝臣（すみよしのあそん）が記録されており、今の住吉一帯を支配していた豪族ではないかと考えられる。
- 『和名抄』に菟原郡住吉郷と初めて住吉の地名が言及される。住吉郷は野寄（現・西岡本）、田中（現・田中町一部他）、岡本、片町（横屋・西青木・田中の間にあったとされる村落、明治までに消滅）まで含んでいた模様。
- 永保4年（1084年）4月、野寄、岡本、田中、片町、横屋（現・魚崎北部および東部）、魚崎、西青木と共に北野社領の山路庄（やまじのしょう）となる。
- 建武2年（1335年）、吉田定房の三男吉田幸磨氏がここに隠遁したといい、村政時代の吉田区はこれに因む。寛永年間（1624 - 1644年）には吉田家の分家が呉田の浜に住んで酒造と廻漕業を行い千石船で江戸から鹿児島方面を商った。
- 応仁の乱（1467年）の後、横田家が枝郷山田を開拓、慈明寺（永正元年（1504年）の洪水「慈明寺流れ」で消滅）の寺侍を務める勘助という五百石の郷士が嚆矢となった。
- 元和3年（1617年）7月より約150年間、尼崎藩領。
- 寛永14年（1637年）、典牛和尚が西地区に阿彌陀寺を開基。
- 万治元年（1658年）、豊前国馬ヶ岳城主長野三郎左衛門助盛の家老吉武大吉郎が住之江地区に専念寺を創設。
- 元禄5年（1692年）、徳川光圀が湊川神社の「嗚呼忠臣楠氏之墓」の石碑建立。台石は全て住吉産で、光圀の臣佐々助三郎がたびたび来村して吟味した。石屋の権三郎が35人の石工を動員して7月19日から8月6日までかかって仕上げた。荒神山から切り出された「本御影」といわれる良質な花崗岩である。
- 享保年間（1716 - 1736年）、医家の山内新兵衛により呉田が開墾される。字新兵衛新田はこれに因む。
- 明和6年（1769年）、上知令により明治まで約100年間、大坂谷町代官所の支配を受ける。
- 明和7年（1770年）、住吉川の水車で製油始まる。これが後に酒造の精米にも用いられ灘酒の味の秘訣となった。
- 明治6年（1873年）7月、住吉小学校、阿彌陀寺本堂に開設。
- 明治7年（1874年）、東海道本線・住吉駅開通。天井川である住吉川の下をトンネルで潜り抜けるべく、同川底は嵩上げされて、現在も急坂となっている。
- 明治8年（1875年）、通称寒天山（渦ヶ森の北方）にて寒天の製造始まり、明治終わり頃まで続く。
- 明治12年（1879年）
  - 郡制施行で菟原郡役所を空区に設置（西宮町の武庫郡役所と統合される翌年9月まで）。
  - 連合戸長役場制により住吉組として住吉村外二ヶ村戸長役場を設置。
  - 被差別部落民が神輿担ぎ拒否され裁判に訴える。神戸控訴院敗訴の後、1882年11月大審院勝訴[1]。
- 明治22年（1889年）、町村制施行で阿彌陀寺茶堂に村役場。
- 明治29年（1896年）4月1日、菟原郡が八部郡と共に武庫郡に吸収合併。武庫郡住吉村となる。
- 明治38年（1905年）4月12日、阪神本線・住吉駅開通。
- 大正元年（1912年）8月、住吉駅が南へ移転。所謂住吉南駅である。
- 大正2年（1921年）5月26日、灘購買組合（灘神戸生協の前身の一つ）が住吉に誕生。
- 大正11年（1922年）12月11日、仲区青年会場で住吉水平社創立大会。開催前から不穏な空気が漂い、250名の盛況の中、演説中に警官が中止を命ずるが弁士は食い下がり、騒然とした際、弁士控え室から湯呑み茶碗が飛んで刑事の後頭に直撃し、乱闘騒ぎとなり5名が御影署へ連行された。翌日改めて創立大会が行われ、大阪府からも集まった千数百余もの聴衆に警察は手出しできず、創立大会は成功裡に終わった[2]。
- 大正12年（1923年）
  - 4月、住吉幼稚園開設。
  - 5月、住吉聖心女子学院、字鴨子ケ原にて仮校舎で創立。大正15年、小林村（現・宝塚市域）へ移転。
- 大正15年（1926年）、住吉水平社、純水平社運動のため徹底した反共産主義を呼びかける[2]。
- 昭和3年（1928年）
  - 3月25〜26日、六甲山火事、西谷山二百余町歩類焼、魚崎町消防夫2名が殉職。
  - 住吉水平社の幹部騙って金品を脅し盗ろうとするえせ同和行為起こる[2]。
- 昭和2年（1927年）、阪神国道（国道2号）完成。阪神電鉄国道線（国道電車）開通。
- 昭和5年（1930年）、住吉水平社が全国水平社住吉支部（兵庫県連合会所属）となる[2]。
- 昭和9年（1934年）9月21日、室戸台風による暴風雨。倒壊、浸水家屋が多数発生したほか、海岸の防波堤が決壊する被害[3]。
- 昭和10年（1935年）6月、上水道完成。
- 昭和13年（1938年）7月、阪神大水害による死者33名、村域の大半に被害[4]。こんなところには住んではおれないと多くの富豪が村から出て行き、税収がガクリと下がる[5]。なお翌年12月にこの災害の教訓を後世に伝えるべく禍福無門の碑を建立[6]。
- 住吉村役場、戦災で焼け落ち、住吉幼稚園に仮設。
- 昭和25年（1950年）4月1日、住吉村、魚崎町、御影町と共に神戸市と合併して東灘区となる。村有財産は財産区を作らずに財団法人住吉学園（睦実践女学院を前身とする）の管理下とした。このため固定資産税を払う必要があったが、地価上昇によって充分にお釣りが来る状態になった[5]。
- 昭和26年（1951年）7月、区役所住吉出張所、木造2階建てで新築。
- 昭和30年（1955年）10月、出張所の廃止・統合に伴い、御影から区役所を移転、住吉出張所を新庁舎とする。理由は区の中央にあり、交通の便がよく（阪神国道に面し、国鉄住吉駅に近い）、敷地も充分にあったため。
- 昭和33年（1958年）
  - 7月1日、住吉第1工区区画整理（戦災復興事業）。
  - 9月5日、住吉第2・3工区区画整理（戦災復興事業）。
- 昭和35年（1960年）度、海面埋め立て着工。住吉沖の東部第二工区は1084万m3の土砂を70億円かけて灘区鶴甲山から高羽線の暗渠に設置したベルトコンベアで直接運んだ（昭和43年度竣工）。
- 昭和36年（1961年）度、神戸市が住吉学園から買収した六甲山腹の渦ヶ森から1480万m3の土砂を101億円かけて住吉川底にダンプ専用道を作り東部第三工区（魚崎浜町）まで運んだ（昭和43年度竣工）。
- 昭和40年（1965年）
  - 4月、同和対策として東灘厚生館が開館。同和対策事業特別措置法を受けて昭和48年に市の長期計画が決定し、住宅建設、老人いこいの家・児童館の開館、浴場改築、保育所の開所などが進んだ。
  - 新兵衛新田・浜新田の各一部と魚崎町魚崎地先の公有水面埋立地（東部第二工区の東部）を住吉浜町と名づける。
- 昭和43年（1968年）11月、東灘区総合庁舎が完成し、前からあった区役所・福祉事務所の他に御影にあった保健所・都市改造事務所、本山にあった消防署が入った。
- 昭和44年（1969年）6月1日、反高林以外の国鉄以南を住居表示実施、住吉南町・宮町・東町とする。
- 昭和45年（1970年）
  - 6月1日、反高林国鉄以南を住居表示実施し、住吉東町へ編入。
  - 六甲有馬ロープウェー開通。表六甲線の大部分と天狗岩駅を区域内に含む。
  - 本住吉神社奥宮建立。
- 昭和46年（1971年）、渦ヶ森を切り開いて作った住宅地を渦森台と命名。
- 昭和47年（1972年）、住吉町五介山（魚崎・住吉・野寄3者共有）・西谷山（住吉学園所有林）を灘区へ移管、六甲山町五介山・西谷山とする。六甲有馬ロープウェー全線が東灘区外となる。
- 昭和49年（1974年）3月、阪神電鉄国道線が廃止。
- 昭和51年（1976年）、阪急以北の住吉町（西谷川・地獄谷川右岸）、住吉鴨子ケ原町1〜3丁目、焼ｹ原・観音林・御影町御影・郡家の各一部を合わせて新住居表示を実施し住吉山手とし、住吉鴨子ケ原町の残りも住吉町赤塚山・御影町西平野の各一部と合わせて鴨子ケ原とした。
- 昭和60年（1985年）、阪急以南国鉄以北を住居表示実施で住吉本町とする。
- 平成元年（1989年）、JR住吉駅、改築。駅ビル リブ住吉が完成し、灘神戸生協（現・生活協同組合コープこうべ）が移転。
- 平成2年（1990年）、JR住吉駅と六甲アイランドを結ぶ神戸新交通六甲アイランド線（六甲ライナー）開通。
- 平成7年（1995年）1月17日、阪神・淡路大震災（兵庫県南部地震）発生。この地域も最大震度7を記録し、甚大な被害を受けた。
- 平成11年（1999年）、東灘区総合庁舎が国道2号南側から反対側の北側へ移転。
- 平成13年（2001年）12月、JR住吉駅南地区再開発事業 KiLaLa 住吉竣工。
- 平成16年（2004年）12月19日、六甲有馬ロープウェー表六甲線休止。

## 施設等

### 公共サービス
- 東灘区総合庁舎
- 東灘福祉事務所
- 東灘郵便局
- 神戸市立東灘図書館

### 学校
- 神戸市立住吉小学校
- 神戸市立渦が森小学校
- 神戸市立六甲アイランド小学校
- 神戸市立向洋小学校
- 私立高羽六甲アイランド小学校
- 私立甲南小学校
- 神戸市立住吉中学校
- 神戸大学附属中等教育学校
- 神戸市立友生支援学校
- 神戸市立住吉幼稚園
- 神戸市立遊喜幼稚園
- 私立青い鳥学園六甲アイランド幼稚園
- 私立夢の星幼稚園
- 私立星の園幼稚園
- 私立ちぬのうら幼稚園
- 私立住吉学園幼稚園
- 私立渦が森幼稚園

### 病院
- 甲南医療センター
- 東神戸病院

### 宗教
- 本住吉神社
- 阿彌陀寺
- 専念寺
- 日の神教団本部
- 創価学会神戸講堂
- カトリック住吉教会

### 名勝・史跡・観光スポット

#### 博物館
- 倚松庵・文豪谷崎潤一郎旧邸
- 白鶴酒造資料館
- 白鶴美術館

#### 遺跡
- 東求女塚古墳
- 住吉宮町遺跡（坊ヶ塚遺跡）
- 荒神山遺跡
- 渦ヶ森銅鐸出土地

#### 行楽地
- 五助堰堤（現神戸市灘区との境界）
- 六甲山最高峰（現神戸市北区との境界）

### 交通

#### 鉄道
- JR西日本東海道本線（JR神戸線）、神戸新交通六甲アイランド線：住吉駅
- 阪神電鉄本線：住吉駅

#### 道路

##### 有料道路
- 阪神高速道路
  - 3号神戸線（出入り口なし）
  - 5号湾岸線：住吉浜出入口
- ハーバーハイウェイ

##### 主な一般道
- 国道2号（区域内全線において一般国道171号が重複）
- 国道43号
- 山手幹線
- 鳴尾御影線
- 住吉幹線
- 東御影線
- 西獺川線（有馬道）